# Adolfo Venturi (kunsthistoriker)
 For alternative betydninger, se Adolfo Venturi. (Se også artikler, som begynder med Adolfo Venturi)
Adolfo Venturi (født 4. september 1856 i Modena, død 10. juni 1941 i Santa Margherita Ligure) var en italiensk kunsthistoriker. 
Venturi var i 1878—87 konservator ved Modena-museet, blev ansat og havde en ledende stilling ved de kongelige museer i Rom. Han var i 1898—1904 direktør for Roms Nationalgalleriet, fra 1898 redaktør af L'Arte og fra 1899 kunsthistorisk professor ved Roms Universitet. 
Af Venturis rige forfatterskab kan nævnes bl.a. om Modena-galleriet (1882), Madonnabilleder (1900, oversat på verdenssprogene), Gallerie nazionali italiane (5 bind, 1894-1902), Raffaello (1920) etc. Der skal særlig fremhæves det mægtige og grundlæggende samleværk Storia dell' arte italiana (1901 ff.).